# Faserpräparat

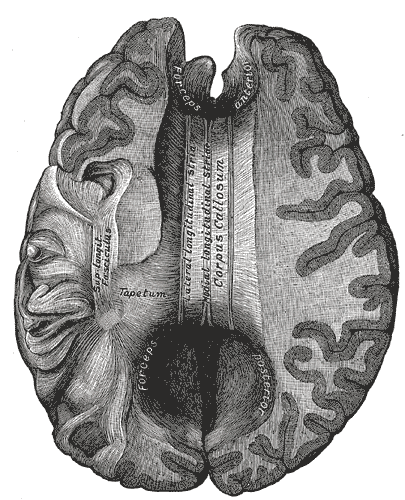
Zeichnung eines Faserpräparats

An einem Faserpräparat sind verschiedene Faserzüge und Kerngebiete innerhalb des Gehirns dargestellt.

## Verfahren
Um diese sehr empfindlichen Strukturen voneinander trennen zu können, muss man die fixierten Gehirne mehrfach einfrieren. Dadurch entstehen große Eiskristalle entlang der Axone und die weiße Substanz wird aufgelockert. Nun kann man die Assoziationsfasern, Kommissurenfasern, Projektionsfasern, aber auch die Hirnkerne und Basalganglien mit Instrumenten aus Lindenholz (Modellierhölzer für die Tonbearbeitung haben sich bewährt) vorsichtig freilegen.
Durch die Faserpräparation sind dreidimensionale Einsichten in die Verschaltung des Gehirns möglich, die man sich anhand von Hirnschnitten mühsam selbst erarbeiten muss. Durch das mehrfache Einfrieren wird allerdings die graue Substanz mürbe. Hirnkerne sind sehr empfindlich, das Präparat ist nur zur Demonstration, nicht zum Selbststudium geeignet.